# 莫羅托區
莫羅托區是非洲中部國家烏干達的111個區之一，由北部區負責管轄，首府是莫羅托，距離姆巴萊約210公里，主要的經濟產業有自給農業和畜牧業，2010年人口估計為97,900。

## 外部連結
- Moroto District Information Portal

02°32′N 34°40′E / 2.533°N 34.667°E